# Aire urbaine de Vire Normandie
L'aire urbaine de Vire est une aire urbaine française constituée autour de la ville de Vire-Normandie. Composée de 34 communes du Calvados, elle comptait 34 135 habitants en 2016. À la suite d'importantes fusions de communes, elle ne comptait plus que 13 communes au 1er janvier 2016.

## Caractéristiques
D'après la délimitation établie par l'INSEE, l'aire urbaine de Vire est composée de 28 communes, situées dans le Calvados. 
3 des communes de l'aire urbaine font partie de son pôle urbain, l'unité urbaine (couramment : agglomération) de Vire.
Les autres communes, dites monopolarisées, sont toutes des communes rurales.
En 1999, ses 26 274 habitants faisaient d'elle la 218e des 354 aires urbaines françaises.
L’aire urbaine de Vire appartient à l’espace urbain de Flers-Vire.
Le tableau suivant indique l’importance de l’aire dans le département (les pourcentages s'entendent en proportion du département) :
| Département | Communes | Communes (%) | Superficie (km²) | Superficie (%) | Population (1999) | Population (%) |
| ----------- | -------- | ------------ | ---------------- | -------------- | ----------------- | -------------- |
| Calvados    | 28       | 4,0          | 303,50           | 5,5            | 26 274            | 4,1            |

En 2006, la population s’élevait à 26 517 habitants.